# Camcorder

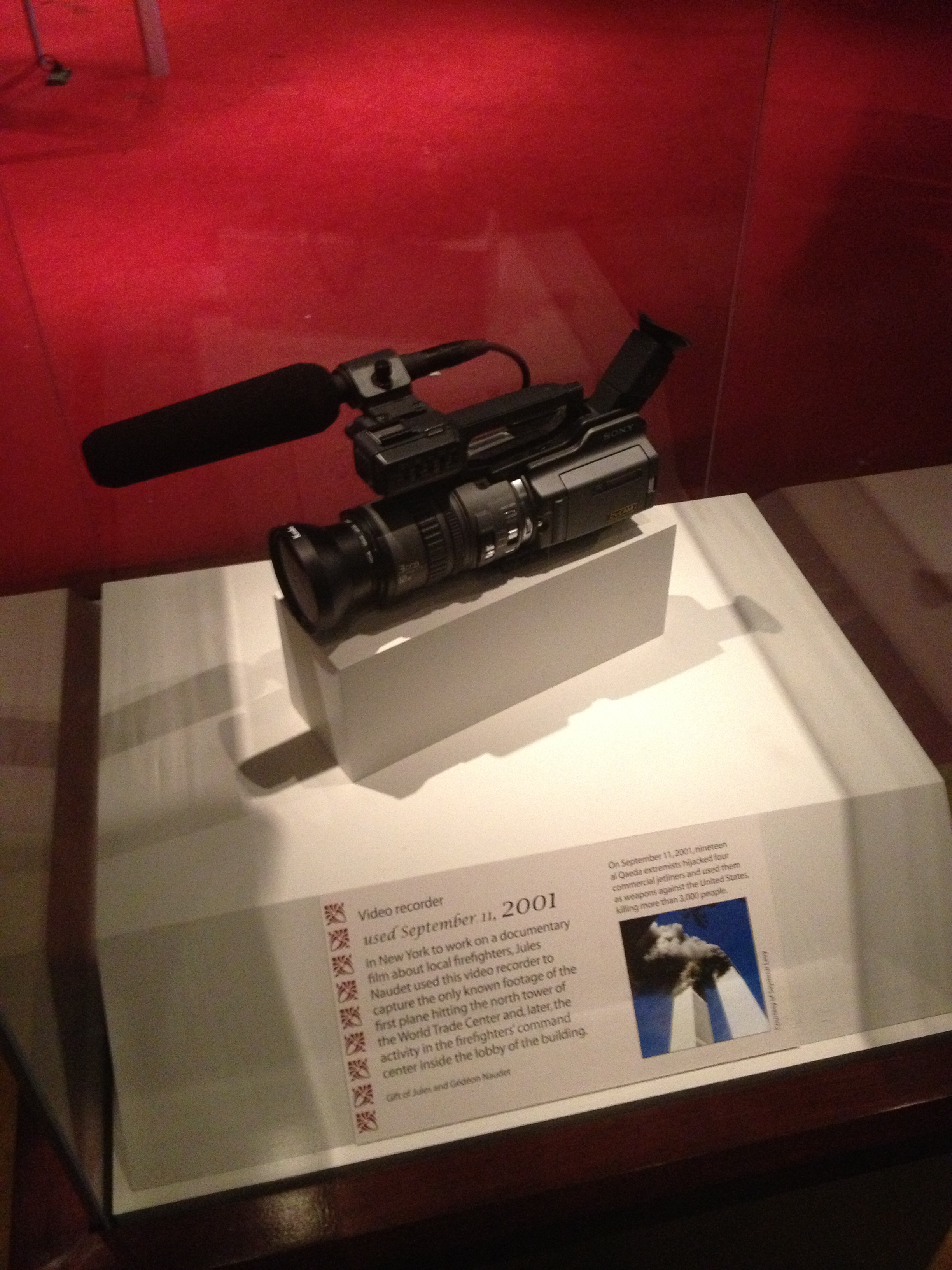
Sony DSR-PD150 camcorder gebruikt door Jules Naudet op 11 september 2001, die de inslag van American Airlines-vlucht 11 in de North Tower van het World Trade Center vastlegde

Een camcorder is een draagbaar apparaat dat bestaat uit de combinatie van een videocamera en een videorecorder die het videosignaal van de videocamera vastlegt op een opslagmedium, meestal samen met een audiosignaal afkomstig van een ingebouwde of externe microfoon.
In 1982 introduceerde Sony de eerste camcorder voor de professionele markt (de BVW-1P Betacam) en in 1984 introduceerde Kodak de eerste camcorder voor consumenten. Een jaar later volgde Sony met het eerste HandyCam-model. Deze naam wordt nu nog steeds door verschillende producenten gebruikt, bijvoorbeeld door Panasonic.

## Etymologie
Het woord 'camcorder' is een samentrekking uit 'camera' en 'recorder'.

## Analoog
Er kan onderscheid worden gemaakt tussen analoge en digitale camcorders. Analoge camcorders werken met videobanden, zoals VHS en VHS-C. Hierbij worden het beeld en geluid niet digitaal opgeslagen, waardoor bij transporteren van het opslagmateriaal altijd kwaliteitsverlies optreedt. Bovendien kan video van analoge camcorders niet meteen via een usb- of Firewire-kabel overgedragen worden naar een computer.

## Digitaal
De laatste jaren worden alleen maar digitale camcorders verkocht. Hierbij wordt het videobeeld digitaal op een digitaal medium zoals een flashgeheugenkaart, harde schijf of tape opgeslagen. Veel gebruikte codecs waren/zijn bijvoorbeeld DV of het sterker gecomprimeerde H.264/AVC. Het videomateriaal werd voorheen met een Firewire-kabel en wordt tegenwoordig met een usb-kabel of via Wi-Fi naar de computer gekopieerd.
De dvd- en hardeschijfcamera's waren de opvolgers van de DV-camcorders. Hierbij wordt het videomateriaal meteen, weliswaar gecomprimeerd, opgeslagen op een 8 cm dvd of kleine harde schijf. Om deze video's op de computer te plaatsen, kan in het geval van de dvd de dvd geplaatst worden in de dvd-lezer van de computer. De dvd kon ook rechtstreeks op een TV worden getoond door deze in een dvd-speler te plaatsen. Een videocamera met harde schijf kan gewoon worden benaderd op een computer als een normale externe harde schijf.
Sinds het beschikbaar komen van flashgeheugenkaarten met hoge capaciteit, bijvoorbeeld SDHC-kaarten van 32GB, is het mogelijk om meerdere uren beeldmateriaal met HD- of 4K-kwaliteit op te slaan. Camcorders die slechts gebruikmaken van flashgeheugen hebben als voordeel dat ze kleiner en lichter kunnen worden uitgevoerd en geen mechanische opslagonderdelen meer hebben, waardoor ze veel bedrijfszekerder zijn. Camcorders met flashgeheugenopslag hebben inmiddels andere opslagvormen vervangen.
Digitale fotocamera's (en mobiele telefoons) hebben steeds meer functies van de traditionele camcorders overgenomen en andersom.

## Formaten en opslagmedia

### Analoog
VHS
VHS-C
8mm
SVHS-C
Hi8

### Digitaal
Flashgeheugen zoals SDHC
Digital8
Digital Tapeless
MiniDV
MicroMV
Mini DVD-R en DVD-RAM